# Bahlul ibn Marzuk
Bahlul ibn Marzuk – hiszpański muzułmanin, syn Marzuka ibn Uskara. Wzniecił bunt w Saragossie przeciwko arabskiemu rządowi Al-Andalusu w 798, a w 800 odebrał Huescę z rąk Banu Salama. Emir wysłał przeciwko niemu generała Amrusa ibn Jusufa, który odbił oba miasta. Bahlul uciekł do Pallars, gdzie został zabity przez swojego porucznika Dżalafa ibn Raszida w 802.